# Hiptage benghalensis
Hiptage benghalensis, muitas vezes chamada só como hiptage, é uma liana perene e nativa da Índia, Sudeste Asiático, Taiwan e Filipinas. Seu habitat é variável e prefere climas que variam de temperado quente a tropical. No Havaí, onde o H. benghalensis é considerada uma erva daninha, como na Austrália, Maurício e Reunião, cresce do nível do mar até 1000 metros. H. benghalensis é cultivada por suas flores perfumadas branco - rosa.

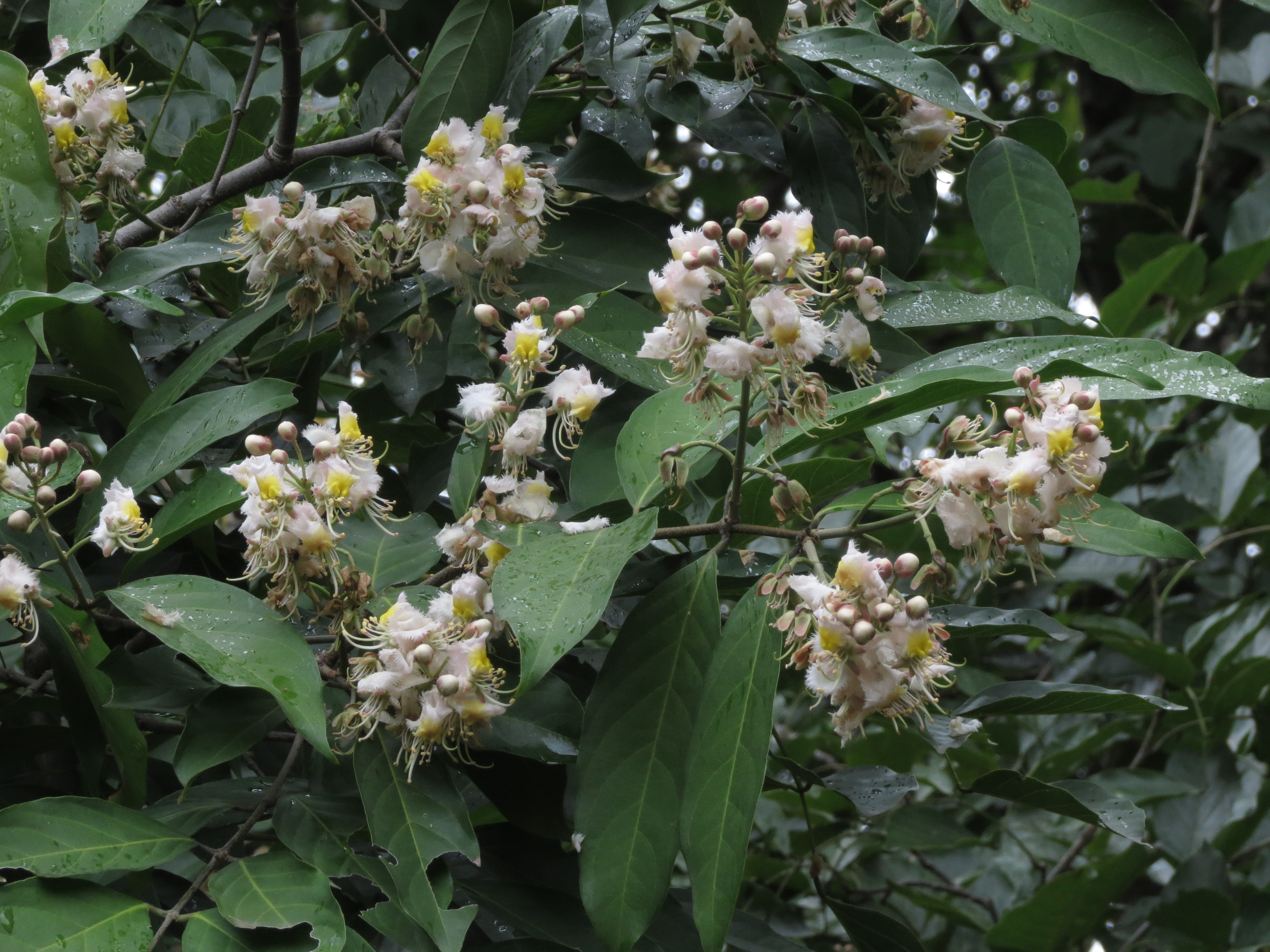
Flores

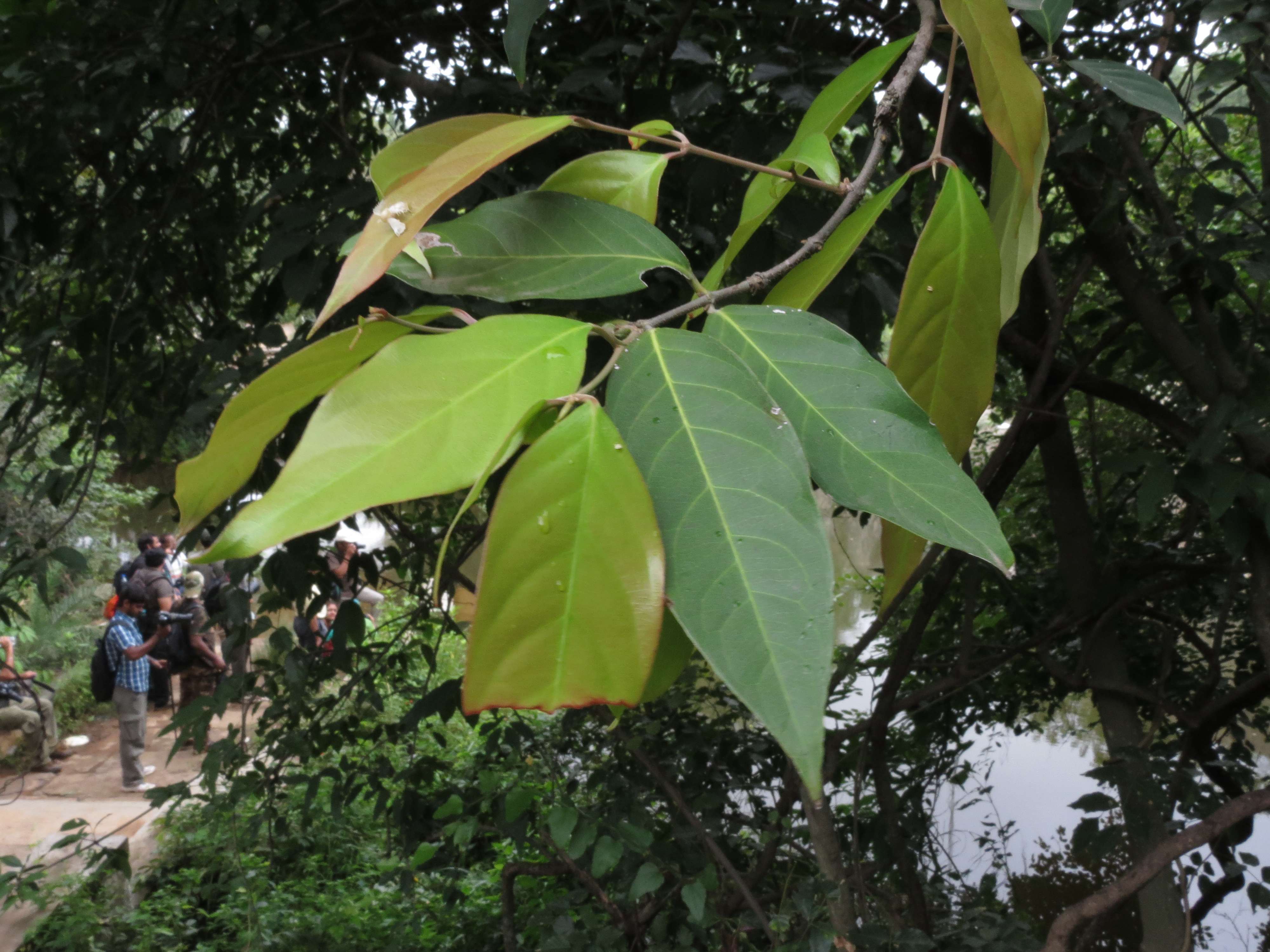
folhas

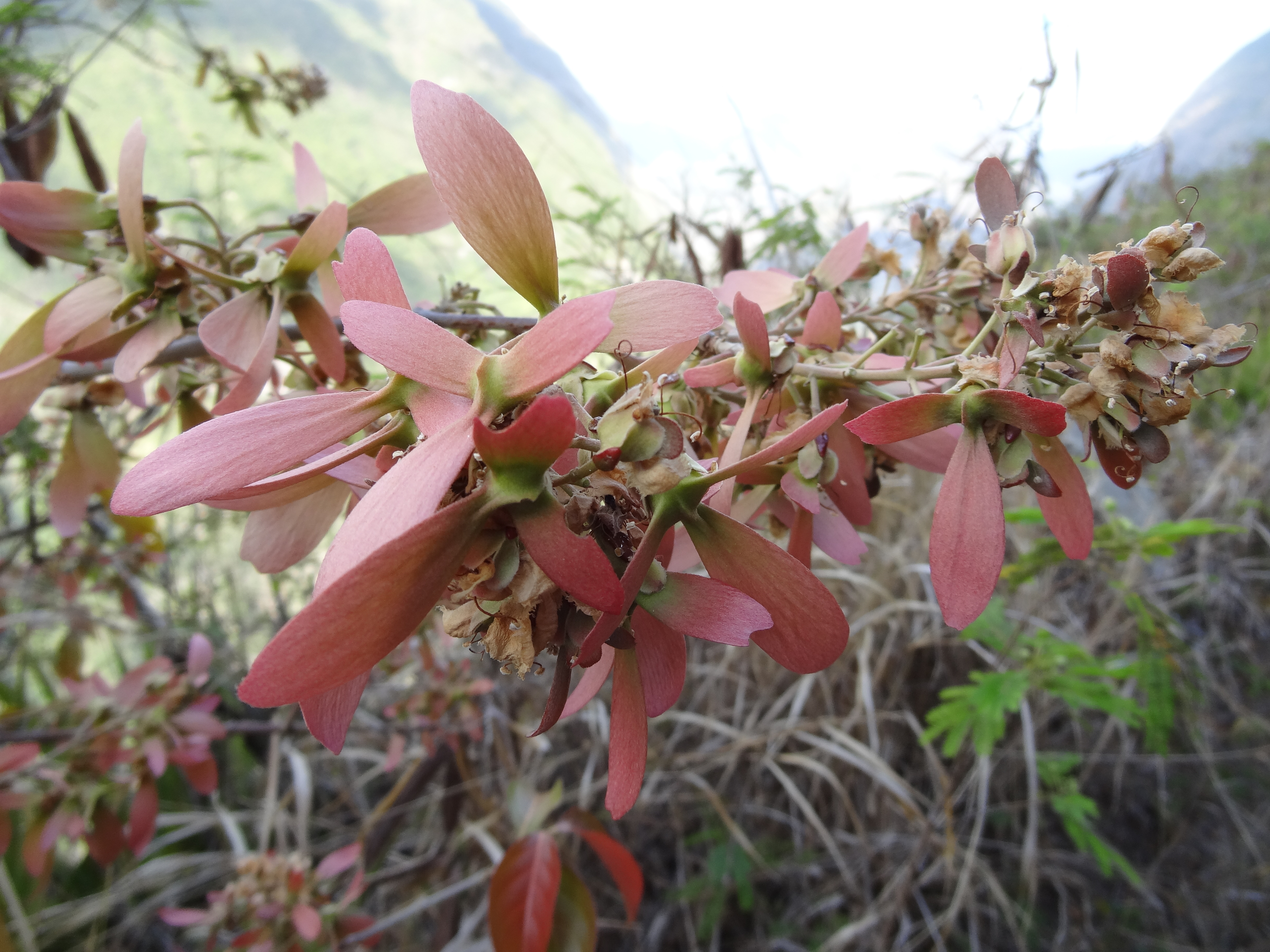
frutas

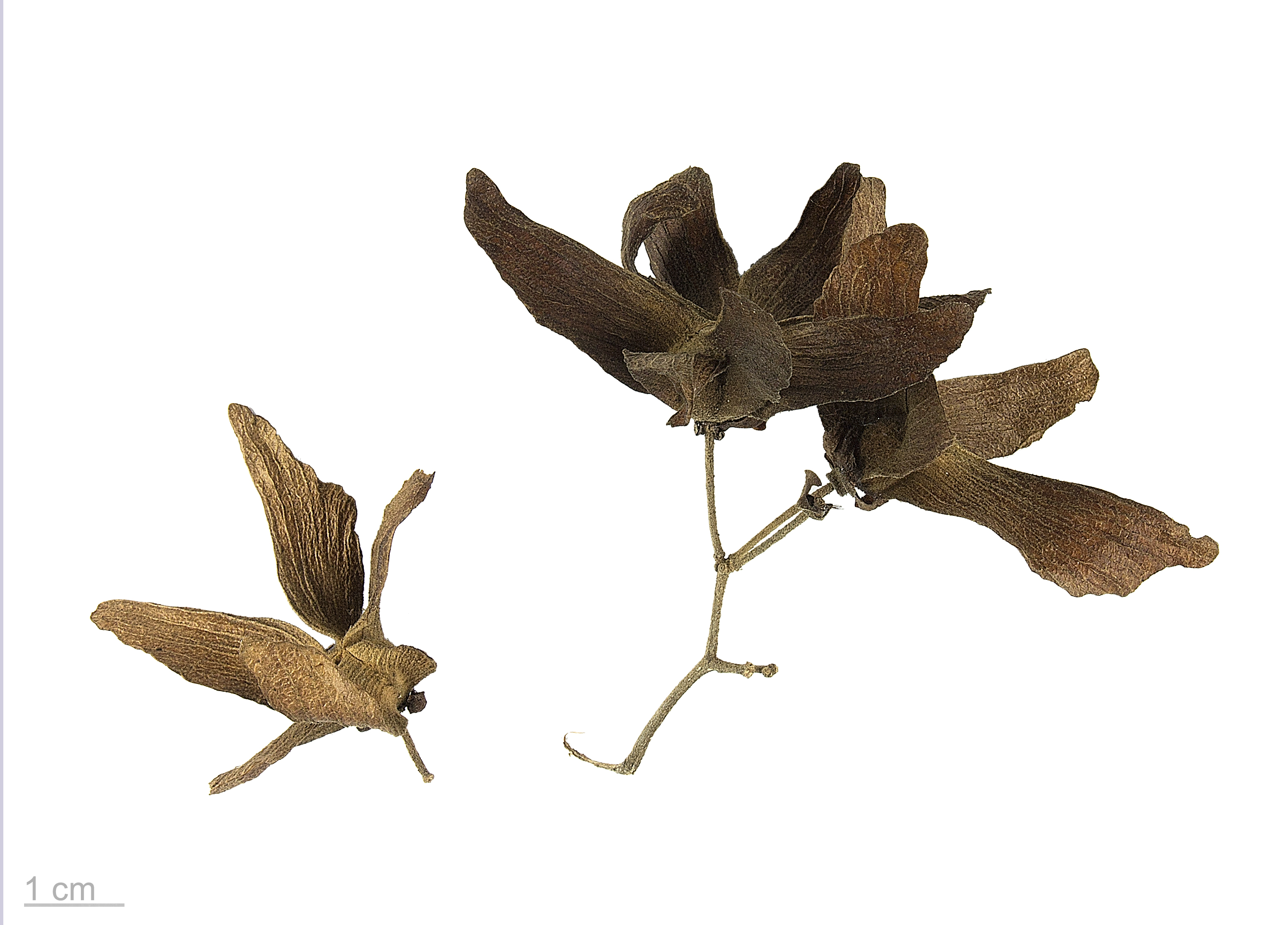
Hiptage benghalensis - MHNT

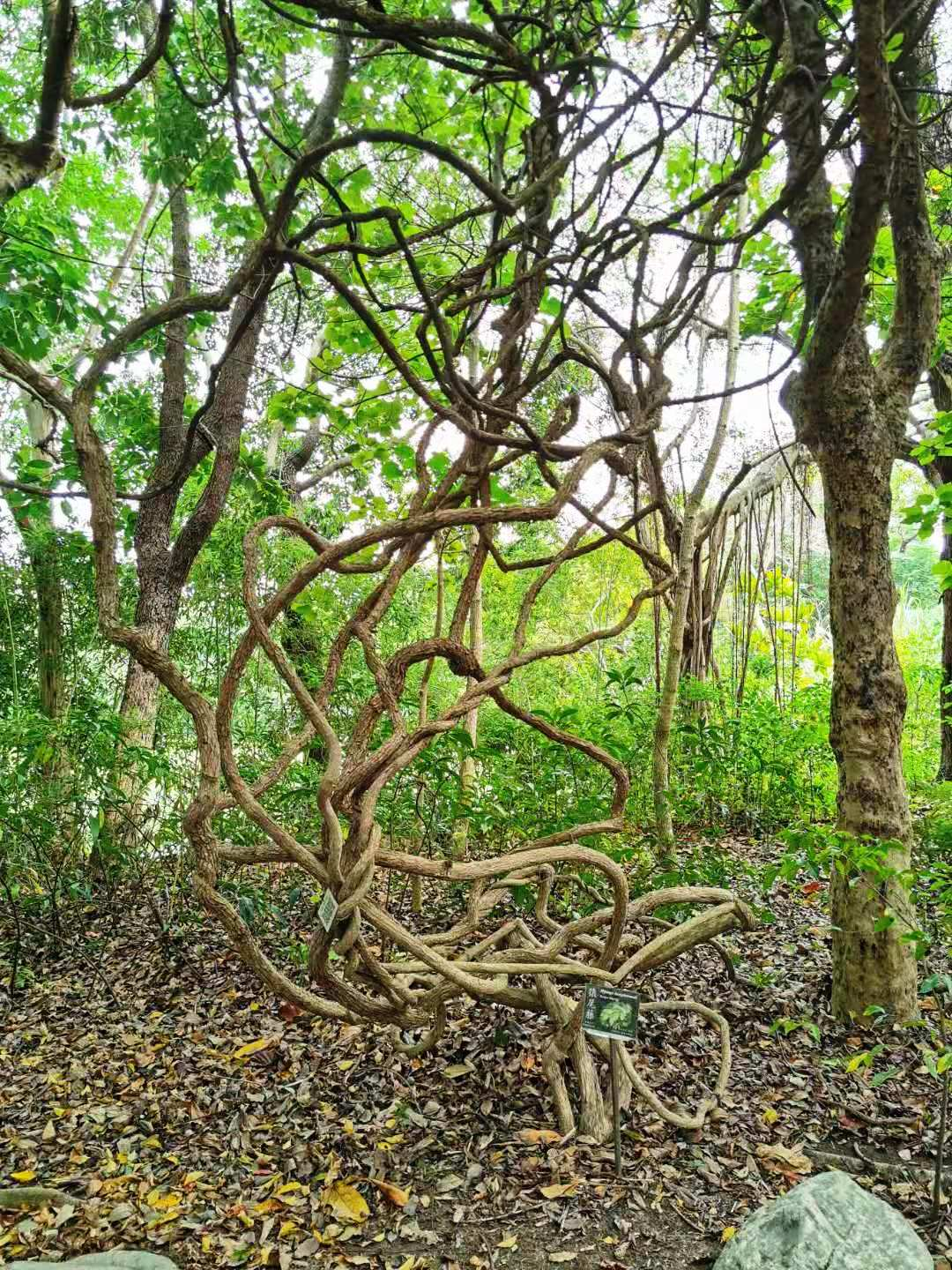
Liana

## Taxonomia
A espécie foi descrita em 1874 por Wilhelm Sulpiz Kurz.

## Etimologia e nomes
O nome do gênero, Hiptage, é derivado do grego hiptamai, que significa "voar" e refere-se ao seu fruto único de três asas conhecido como "samara". "Benghalensis" é derivado da região histórica de Bengala, onde é uma espécie nativa. Sinônimos taxonômicos para H. benghalensis incluem:
- Banisteria benghalensis L.
- Banisteria tetraptera Sonnerat
- Banisteria unicapsularis Lam.
- Gaertnera indica JFGmel.
- Gaertnera obtusifolia (DC.) Roxb.
- Gaertnera racemosa Vahl H. madablota Gaertn.
- Hiptage benghalensis (L.) Kunz forma longifolia Nied.
- Hiptage benghalensis (L.) Kurz forma cochinchinensis Pierre
- Hiptage benghalensis (L.) Kurz forma latifolia Nied.
- Hiptage benghalensis (L.) Kurz forma macroptera (Merr.) Nied.
- Hiptage benghalensis (L.) Kurz forma typica Nied.
- Hiptage javanica Blume
- Hiptage macroptera Merr.
- Hiptage madablota Gaertn.
- Hiptage malaiensis Nied.
- Hiptage obtusifolia DC.
- Hiptage pinnata Elmer
- Hiptage teysmannii Arènes
- Hiptage trialata Span.
- Molina racemosa Cav.
- Succowia fimbriata Dennst.
- Triopteris jamaicensis L.

H. benghalensis tem vários nomes vernaculares, incluindo madhavi, vasantduti, chandravalli, madhalata, madhumalati e madhavilata,  "Madhav" sendo uma referência ao Senhor Krishna. É conhecido como madhabi lata (মাধবী লতা) ou madhoi lata (মাধৈ লতা) em assamês. Em Tamil, é chamado Kurukkathi (குருக்கத்தி).

## Descrição
H. benghalensis é uma liana ou arbusto grande, robusto e de alta escalada, com pêlos brancos ou amarelados no caule. Suas folhas são lanceoladas a ovado-lanceoladas com aproximadamente 20 centímetros de comprimento, e 9 centímetros de largura; pecíolos têm até 1 cm de comprimento. Tem ramos escandentes até 5 metros   de altura.
H. benghalensis floresce intermitentemente durante o ano e produz flores perfumadas carregadas em cachos axilares compactos de dez a trinta flores. As flores são rosa a branco, com manchas amarelas. Os frutos são sâmaras com três asas espalhadas, oblanceoladas a elípticas, 2-5 cm de comprimento, e se propagam pelo vento ou por estacas.

## Alcance
Hiptage benghalensis é nativa da Índia, Sudeste Asiático e Filipinas. Foi registrado como uma erva daninha nas florestas tropicais australianas e é invasora nas Ilhas Maurício, Reunião, Flórida e Havaí onde prospera em florestas secas de planície, formando moitas impenetráveis e sufocando a vegetação nativa. O Conselho de Plantas de Pragas Exóticas da Flórida (FLEPPC) listou H. benghalensis entre as plantas de Categoria II em 2001, que são espécies que mostraram um potencial para perturbar as comunidades de plantas nativas.

## Usos
A H. benghalensis é amplamente cultivada nos trópicos por suas flores atraentes e perfumadas; pode ser aparado para formar uma pequena árvore ou arbusto ou pode ser treinado como uma trepadeira. Também é ocasionalmente cultivada para fins medicinais na prática da medicina alternativa ayurveda: as folhas e a casca são quentes, acre, amargas, inseticidas, vulnerárias e úteis no tratamento de biliosidade, tosse, sensação de queimação, sede e inflamação; também tem a capacidade de tratar doenças de pele e lepra.